# プロコプ・ヴェリキー

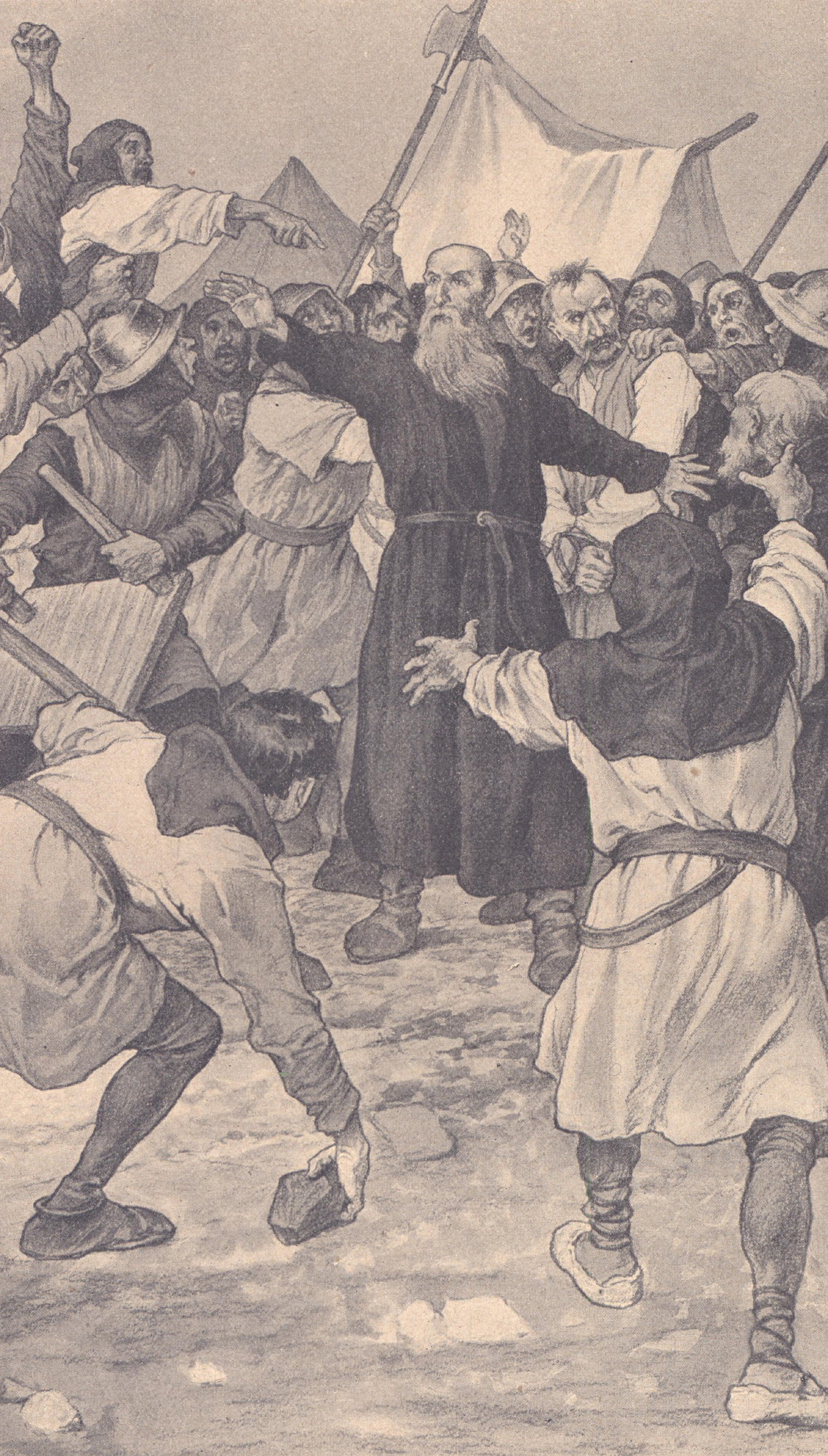
プルゼニ包囲戦中、反対派と争うプロコプ・ヴェリキー

プロコプ・ヴェリキーまたは大プロコプ (チェコ語: Prokop Veliký, ラテン語: Procopius Magnus) もしくは禿頭のプロコプ (Czech: Prokop Holý, Latin: Procopius Rasus)  (1380年ごろ - 1434年5月30日) は、フス戦争で活躍したフス派の将軍、ターボル派の指導者。

## 生涯
プラハの名家出身のプロコプは、もともとフス派中のウトラキストに属する妻帯聖職者だった。 プロコプはプラハで学び、数年間諸国を旅した。どこで転向したかは定かでないが、ボヘミアに帰ったプロコプは急進的なターボル派の主要人物の一人となった。ターボル派の指導者ヤン・ジシュカが没した際、プロコプは直ちにターボル派を掌握したわけではなかったが、1426年のウースチー・ナド・ラベムの戦いやドマジュリツェの戦いで十字軍に対する大勝利を導き、神聖ローマ帝国を和平交渉の席につかせることに成功した。
またプロコプはターボル派を率いて頻繁にハンガリーやドイツに侵攻した。1429年にはザクセンやニュルンベルクを荒廃させたが、永続的にドイツの領土を征服する意図はなく、1430年2月6日にニュルンベルクを管轄していたブランデンブルク選帝侯フリードリヒ1世とクルムバッハで和平条約を結び、ドイツから退去した。ボヘミアのフス派が神聖ローマ皇帝ジギスムントと交渉を始めると、プロコプはボヘミア側の使節の中心人物としてバーゼルに赴き、1433年1月4日に到着した。しかしバーゼル公会議に出席しての交渉が長引いても成果が得られないと判断したプロコプらは、結局ボヘミアへ帰還した。この時、ボヘミアではまたもフス派の内部抗争が持ち上がっていた。
プロコプ率いるターボル軍は、カトリック勢力の籠るプルゼニを包囲した（プルゼニ包囲戦）。9か月に及ぶ攻城戦でターボル軍の規律が緩み、最前線の部隊がプロコプに対し反乱を起こしたため、プロコプはプラハへの撤退を余儀なくされた。

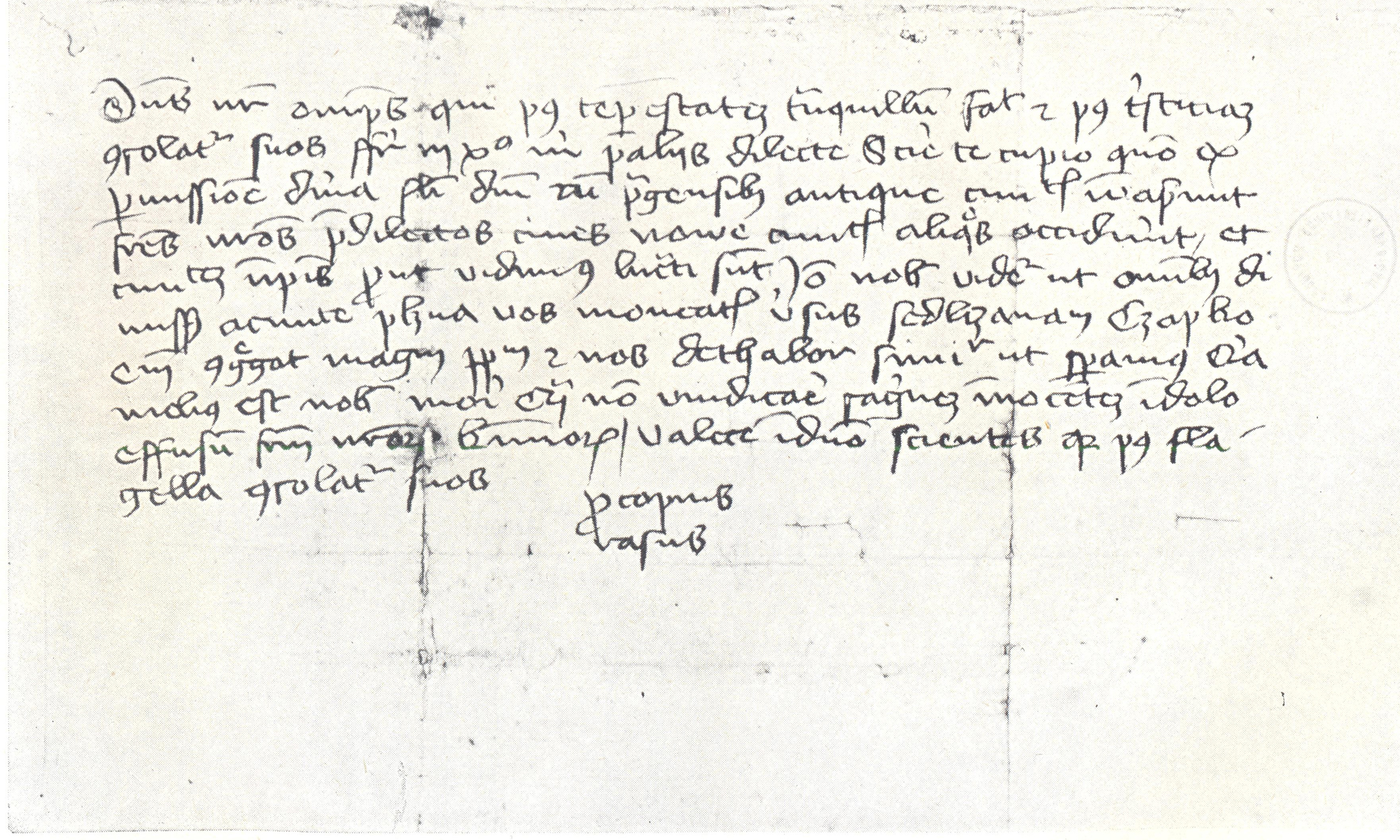
1424年5月6日付でプロコプがプルゼニの守備兵に送った、新市街陥落を伝える書簡。差出人は「プロコピウス・ラスス（ラテン語: Procopius Rasus）」と書かれている。

ターボル派の内紛に際して、ボヘミアのカトリックやウトラキスト貴族が手を組み、ターボル派を潰しにかかった。これを破ったターボル派は一層勢力を強めたが、同時に内部抗争はより激しいものとなり、プラハでは貴族からの援助を受ける旧市街の市民が急進的な新市街に対し優位に立った。プロコプ・ヴェリキーは新市街を守り切れず、プルゼニ包囲戦以前から指揮権を譲っていたプロコプ・マリー（小プロコプ）と共に東方のターボル派の本拠地ターボルへ撤退を始めたが、その途上コウジム・コーリン間で反ターボル派の貴族連合軍に遭遇した。1434年5月30日、このリパニの戦いでターボル軍は決定的な敗北を喫し、大小のプロコプは共に戦死した。

## 登場作品
- 乙女戦争 ディーヴチー・ヴァールカ